# 대한민국의 사적 (2020년대)
사적(史蹟)은 기념물 가운데 선사시대의 유적 및 고분, 정치 및 전쟁에 관한 유적, 제사ㆍ신앙에 관한 유적, 산업ㆍ교통ㆍ토목에 관한 유적, 교육ㆍ사회사업 관계 유적, 분묘와 비석 등의 유적으로 중요한 것을 말한다.

## 지정 목록 (2020년대)
2021년부터 문화재 일련번호가 폐지됨에 따라, 사적 제560호가 마지막 일련번호가 되었다.
| 번호  | 사진 | 명칭                                  | 소재지                          | 관리자 (단체) | 지정일                | 참조 |
| 556호 |      | 인천 계양산성 (仁川 桂陽山城)         | 인천 계양구 계산동 산 10-1 일원 | 인천 계양구청 | 2020년 5월 22일 지정  | ,    |
| 557호 |      | 인천 팔미도 등대 (仁川 八尾島 燈臺)   | 인천 중구 팔미로 28 (무의동)    | -             | 2020년 9월 15일 지정  | ,    |
| 558호 |      | 의정부지 (議政府址)                   | 서울특별시 종로구               | 서울특별시    | 2020년 9월 24일 지정  |      |
| 559호 |      | 거창 거열산성 (居昌 居列山城)         | 경상남도 거창군                 | 거창군        | 2020년 9월 24일 지정  |      |
| 560호 |      | 태안 안흥진성 (泰安 安興鎭城)         | 충청남도 태안군                 | 태안군        | 2020년 11월 2일 지정  |      |
| -     |      | 합천 삼가 고분군 (陜川 三嘉 古墳群)   | 경상남도 합천군                 | 합천군        | 2021년 11월 24일 지정 |      |
| -     |      | 삼척도호부 관아지 (三陟都護府 官衙址) | 강원특별자치도 삼척시           | -             | 2021년 12월 20일 지정 |      |
| -     |      | 고창 무장기포지                       | 전북특별자치도 고창군           | 고＊＊＊      | 2022-05-02            |      |
| -     |      | 경주 금강산 표암봉 일원(2022)         | 경상북도 경주시                 | 경＊＊＊      | 2022-06-17            |      |
| -     |      | 삼척 흥전리 사지                      | 강원특별자치도 삼척시           | 산림청        | 2022-11-28            |      |
| -     |      | 담양 응용리와 태목리 유적             | 전라남도 담양군                 | 담＊＊＊      | 2022-12-02            |      |
| -     |      | 임진왜란 웅치 전적                    | 전북특별자치도 완주군           | 전＊＊＊      | 2022-12-30            |      |
| -     |      | 제2로 직봉 - 성남 천림산 봉수 유적    | 경기도 성남시                   | 성＊＊＊      | 2023-01-10            |      |
| -     |      | 제2로 직봉 - 용인 석성산 봉수 유적    | 경기도 용인시                   | 산＊＊＊      | 2023-01-10            |      |
| -     |      | 제2로 직봉 - 단양 소이산 봉수 유적    | 충청북도 단양군                 | 충＊＊＊      | 2023-01-10            |      |
| -     |      | 제2로 직봉 - 음성 망이성 봉수 유적    | 충청북도 음성군                 | 산＊＊＊      | 2023-01-10            |      |
| -     |      | 제2로 직봉 - 제천 오현 봉수 유적      | 충청북도 제천시                 | 제＊＊＊      | 2023-01-10            |      |
| -     |      | 제2로 직봉 - 충주 마산 봉수 유적      | 충청북도 충주시                 | 사＊＊＊      | 2023-01-10            |      |
| -     |      | 제2로 직봉 - 경주 접포현 봉수 유적    | 경상북도 경주시                 | 사＊＊＊      | 2023-01-10            |      |
| -     |      | 제2로 직봉 - 안동 봉지산 봉수 유적    | 경상북도 안동시                 | 사＊＊＊      | 2023-01-10            |      |
| -     |      | 제2로 직봉 - 영천 성산 봉수 유적      | 경상북도 영천시                 | 산＊＊＊      | 2023-01-10            |      |
| -     |      | 제2로 직봉 - 영천 성황당 봉수 유적    | 경상북도 영천시                 | 산＊＊＊      | 2023-01-10            |      |
| -     |      | 제2로 직봉 - 영천 여음동 봉수 유적    | 경상북도 영천시                 | 산＊＊＊      | 2023-01-10            |      |
| -     |      | 제2로 직봉 - 의성 계란현 봉수 유적    | 경상북도 의성군                 | 사＊＊＊      | 2023-01-10            |      |
| -     |      | 제2로 직봉 - 양산 위천 봉수 유적      | 경상남도 양산시                 | 양＊＊＊      | 2023-01-10            |      |
| -     |      | 제2로 직봉 - 울산 부로산 봉수 유적    | 울산광역시 울주군               | 사＊＊＊      | 2023-01-10            |      |
| -     |      | 고성 건봉사지                         | 강원특별자치도 고성군           | 국,공,사유    | 2023-02-28            |      |
| -     |      | 대구 팔거산성                         | 대구광역시 북구                 | 대＊＊＊      | 2023-06-27            |      |
| -     |      | 장수 침령산성                         | 전북특별자치도 장수군           | 장수군        | 2023-08-02            |      |
| -     |      | 제5로 직봉 - 여수 돌산도 봉수 유적    | 전라남도 여수시                 | 산＊＊＊      | 2023-11-22            |      |
| -     |      | 제5로 직봉 - 고흥 마북산 봉수 유적    | 전라남도 고흥군                 | 산＊＊＊      | 2023-11-22            |      |
| -     |      | 제5로 직봉 - 고흥 장기산 봉수 유적    | 전라남도 고흥군                 | 한＊＊＊      | 2023-11-22            |      |
| -     |      | 제5로 직봉 - 장흥 전일산 봉수 유적    | 전라남도 장흥군                 | 산＊＊＊      | 2023-11-22            |      |
| -     |      | 제5로 직봉 - 해남 좌곡산 봉수 유적    | 전라남도 해남군                 | 노＊＊＊      | 2023-11-22            |      |
| -     |      | 제5로 직봉 - 해남 달마산 봉수 유적    | 전라남도 해남군                 | 산＊＊＊      | 2023-11-22            |      |
| -     |      | 제5로 직봉 - 해남 관두산 봉수 유적    | 전라남도 해남군                 | 해＊＊＊      | 2023-11-22            |      |
| -     |      | 제5로 직봉 - 진도 첨찰산 봉수 유적    | 전라남도 진도군                 | 산＊＊＊      | 2023-11-22            |      |
| -     |      | 제5로 직봉 - 무안 고림산 봉수 유적    | 전라남도 무안군                 | 산＊＊＊      | 2023-11-22            |      |
| -     |      | 제5로 직봉 - 영광 고도도 봉수 유적    | 전라남도 영광군                 | 산＊＊＊      | 2023-11-22            |      |
| -     |      | 제5로 직봉 - 부안 점방산 봉수 유적    | 전북특별자치도 부안군           | 산＊＊＊      | 2023-11-22            |      |
| -     |      | 제5로 직봉 - 논산 황화대 봉수 유적    | 충청남도 논산시                 | 논＊＊＊      | 2023-11-22            |      |
| -     |      | 제5로 직봉 - 논산 노성산 봉수 유적    | 충청남도 논산시                 | 산＊＊＊      | 2023-11-22            |      |
| -     |      | 제5로 직봉 - 천안 대학산 봉수 유적    | 충청남도 천안시                 | 산＊＊＊      | 2023-11-22            |      |
| -     |      | 제5로 직봉 - 평택 괴태곶 봉수 유적    | 경기도 평택시                   | 국＊＊＊      | 2023-11-22            |      |
| -     |      | 제5로 직봉 - 강화 망산 봉수 유적      | 인천광역시 강화군               | 강＊＊＊      | 2023-11-22            |      |
| -     |      | 탕춘대성                              | 서울특별시                      | 산＊＊＊      | 2024-04-09            |      |
| -     |      | 고성 동외동 유적                      | 경상남도 고성군                 | 고성군 등     | 2024-06-07            |      |
| -     |      | 안성 봉업사지                         | 경기도 안성시                   | 안＊＊＊      | 2024-06-07            |      |
| -     |      | 울산 개운포 경상좌수영성              | 울산광역시 남구                 | 국＊＊＊      | 2024-08-07            |      |